# Zur Sache Baden-Württemberg!
Zur Sache Baden-Württemberg! ist ein Fernsehmagazin über das aktuelle gesellschaftspolitische Geschehen in Baden-Württemberg. Die Sendung wird donnerstags um 20:15 Uhr im SWR Fernsehen ausgestrahlt. Moderiert wird sie seit 2022 von Florian Weber und zudem von Alexandra Gondorf. Gesendet wird live aus dem Landesfunkhaus des Südwestrundfunks in Stuttgart.

## Geschichte
Zur Sache Baden-Württemberg! ist die Nachfolge-Sendung von Ländersache im SWR-Fernsehen, die im Zuge der Fusion des SWF mit dem Süddeutschen Rundfunk (SDR) zum Südwestrundfunk (SWR) 1998 erstmals auf Sendung ging. Frühere Moderatoren waren u. a. Clemens Bratzler (bis 2019), Stefanie Germann und Cecilia Knodt.
Im Regionalprogramm des SWR in Rheinland-Pfalz wird zur gleichen Sendezeit Zur Sache Rheinland-Pfalz! ausgestrahlt. Das Magazin wird sonntags um 8:15 Uhr auf tagesschau24 wiederholt.

## Sendungsinhalte
Im Mittelpunkt von Zur Sache Baden-Württemberg! stehen aktuelle gesellschaftspolitische Themen, die die Menschen in Baden-Württemberg betreffen. Üblicherweise gibt es in der Sendung mehrere Beiträge zu verschiedenen landespolitischen Themen. Berichtet wird unter anderem über Verkehrspolitik (Feinstaub, Stuttgart 21), Sozial- und Gesundheitspolitik und gesellschaftliche Streitfragen. Immer wieder recherchieren die Journalisten für die Sendung investigativ. 
In jeder Sendung gibt es ein Diskussionsthema, über das die Moderatoren mit mindestens zwei Studiogästen live debattieren. Diskussionsteilnehmer sind unter anderem Politiker aus Baden-Württemberg oder dem Bund. Zudem Experten oder meinungsstarke Bürger aus den Einspielfilmen. Zu jedem Diskussionsthema gehören Reportagen, in denen die Reporter der Redaktion dem Diskussionsthema vor Ort in Baden-Württemberg auf den Grund gehen, sowie Faktenfilme. Ziel des Schwerpunktes ist es, sowohl durch die Einspielfilme als auch durch möglichst konträre Interviewpartner im Studio alle Meinungen zu einem strittigen Thema abzubilden.
Häufig wird am Ende der Sendung ein Film ohne Text ausgestrahlt. In ihm berichten Menschen aus unterschiedlichen Berufen, wie sie auf ihr Bundesland Baden-Württemberg und die Gesellschaft blicken.